# Adolf Herzfeld (Bankier)
Adolf Herzfeld (auch: Adolf Herzfeld-Wolfes; geboren 22. März 1883 in Hannover; gestorben nach 1937) war ein deutscher Unternehmer, Bankier und Verbandsfunktionär der Zementindustrie.

## Leben
Adolf Herzfeld wurde 1883 in Hannover in die Familie Herzfeld hineingeboren als Sohn des Bankiers Felix Herzfeld (gestorben nach 1906) und Enkel des Braunschweigischen Landesrabbiners und Geschichts- und Altertumsforschers Levi Herzfeld. Er besuchte ab Ostern 1889 zunächst das Humanistische Gymnasium seiner Heimatstadt und ab 1899 das humanistische Gymnasium in Braunschweig, wohin seine Eltern verzogen waren. Nach seinem Abitur Ostern 1901 besuchte er die Universität Freiburg und widmete sich rechts- und staatswissenschaftlichen Studien. Anschließend wechselte er zum weiteren Studium nach Berlin, wo er auch praktisch tätig wurde. Nach einer Unterbrechung für die militärische Dienstpflicht als Einjährig-Freiwilliger vom 1. April 1904 bis 31. März 1905 schrieb er sich schließlich an der Universität Heidelberg ein, wo er 1906 mit seiner philosophischen Dissertation Über die Wirkungen der Brüsseler Zucker-Konvention vom 5. März 1902. Nach anderer Darstellung erhielt Herzfeld seinen Titel als Doktor der Philosophie im Jahr 1906 an der Friedrich-Wilhelms-Universität Berlin.
1906 und 1907 lebte Herzfeld in Frankreich und England, wo er den Großhandel und das Bankgeschäft erlernte. Ende 1907 trat er der Braunschweiger Privatbank A.G. bei, 1911 der Dresdner Bank mit Sitz in Berlin, wo er als Sekretär der verschiedenen Bankbranchen arbeitete.
1914 übernahm Herzfeld als Direktor die Leitung der Dresdner Bank in Kassel. Wenige Monate später meldete er sich nach Ausbruch des Ersten Weltkrieges als Freiwilliger und wurde schließlich Oberleutnant der Infanterie. Für seine Verdienste wurde er mit dem Eisernen Kreuz Erster und Zweiter Klasse ausgezeichnet.
Im August 1919 heiratete er Lisbeth (Luise) Wolfes, die Tochter von Hermann Wolfes und Rosa, geborene Nordheimer. Das Ehepaar bekam zwei Töchter – Edith und ihre zwei Jahre jüngere Schwester Renate – beide besuchten die Sophienschule in Hannover wie zuvor schon ihre Mutter Lisbeth.
Im März 1920 trat Adolf Herzfeld erneut der Dresdner Bank in Berlin bei und wurde im April desselben Jahres persönlich haftender Gesellschafter in der von seinem Schwiegervater Hermann Philipp Wolfes und dessen Bruder Siegfried Wolfes in Hannover gegründeten Firma Gebrüder Wolfes Bank und Getreidegeschäft, kurz auch Gebrüder Wolfes genannt.
Ebenso wie sein mit dem Roter Adlerorden 4. Klasse ausgezeichneter Schwiegervater Hermann Wolfes wurde Adolf Herzfeld in Hannover zum Handelsrichter ernannt. Nach dem Tod von Hermann Wolfes 1924 wurde Adolf Herzfeld zum Aufsichtsratsvorsitzenden der in Misburg agierenden Norddeutschen Portland-Cement-Fabrik ernannt, Teil der Zementindustrie bei Hannover. Zudem saß Herzfeld im Aufsichtsrat verschiedener andere Zementfabriken und war Vorsitzender der Interessengruppe dieser Industrie. Anfang der 1930er Jahre saß „Dr. phil. Adolf Herzfeld-Wolfes, Kaufmann, Hannover“ gemeinsam mit „Dr. Karl Herzfeld, Bankier, Hannover“ und „Dr. Rudolf Herzfeld, Regierungsbaumeister a. D., Berlin“ am 7. Januar 1930 bei der 4. Generalversammlung der Süddeutschen Zucker-Aktiengesellschaft in Mannheim im Aufsichtsrat des Unternehmens.
Adolf Herzfeld gehörte mit seiner Familie „zu einem großen Kreis in Hannover lebender assimilierter Juden“. Er und seine Ehefrau hatten wohl mehr vom Christentum als von der jüdischen Kultur geprägte Freunde. Das Ansehen der Familie zur Zeit der Weimarer Republik ist besonders deutlich an ihrem Gästebuch abzulesen, in dem sich Persönlichkeiten wie Kurt Schwitters, Käthe Steinitz oder Friedrich Vordemberge-Gildewart eingetragen haben und das später in den Besitz des Sprengelmuseums überging.
Nach der Machtergreifung durch die Nationalsozialisten musste Adolf Herzberg schon 1933 beispielsweise seine Leitungsfunktion bei der Norddeutschen Portland-Cement-Fabrik aufgeben. Nachdem die antisemitischen Ausgrenzungen auch für seine Kinder immer mehr zunahmen, überlegte Adolf Herzfeld 1936, nach Palästina auszuwandern, „nicht aus Glaubensgründen, sondern um sich dort mit seiner Familie eine neue Existenz und eine Zementfabrik aufzubauen“. Der Plan ließ sich mangels Kapital jedoch nicht verwirklichen, zumal jüdische Auswanderer nur eine begrenzte Summe Bargeld mitnehmen durften. Dennoch konnten die Herzfelds 1936 aus Deutschland emigrieren und verbrachte die Monate von März bis Juli 1937 zunächst in Amsterdam. Da sich die politische Brisanz auf dem europäischen Kontinent jedoch mehr und mehr verstärkte, wanderten sie schließlich über England nach Brasilien aus, wo ihr verbliebenes Geld mehr wert war als beispielsweise in den USA. Adolf Herzfeld ließ sich in São Paulo nieder; eine seiner Töchter, spätere Renate Herzfeld-Moderns, „besuchte in Rio de Janeiro die Schule und lernte Portugiesisch“.

## Schriften
- Über die Wirkungen der Brüsseler Zucker-Konvention vom 5. März 1902, philosophische Dissertation 1906 an der Universität Heidelberg, Borna-Leipzig: Buchdruckerei Robert Noske, 1906; Digitalisat